# Bernard Lightman
Bernard Vise Lightman (né le 30 avril 1950) est un historien des sciences canadien et professeur en sciences humaines et en sciences et technologies à l'Université York, à Toronto, Canada. Il se spécialise dans la relation entre la science victorienne et l'incrédulité, le rôle des femmes dans la science et la vulgarisation de la science.
Lightman est connu pour son travail en tant que rédacteur en chef de la revue Isis ainsi que pour son rôle dans le projet Tyndall, un effort pour rendre disponible la vie et les lettres du scientifique du XIXe siècle John Tyndall.

## Vie et travaux
Lightman a commencé sa carrière en étudiant l'agnosticisme victorien parmi d'éminents naturalistes scientifiques, y compris des personnalités telles que Thomas Henry Huxley et John Tyndall. L'accent de ce travail était sur la manière dont les premiers agnostiques ne voyaient pas simplement leur titre comme un masque pour l'athéisme, mais le fondaient plutôt sur une compréhension de l'épistémologie du philosophe allemand Emmanuel Kant. Depuis 1989, le travail de Lightman s'est largement concentré sur la vulgarisation de la science et en particulier sur le rôle que les périodiques victoriens et la culture imprimée ont joué dans la formation de la forme des débats scientifiques dans l'arène publique.
Lightman a écrit, co-écrit et édité plusieurs livres et a publié plus de 44 articles et chapitres de livres avec comité de lecture. Le projet de correspondance John Tyndall, qui est un effort de collaboration internationale visant à obtenir, numériser, transcrire et publier toutes les lettres survivantes à destination et en provenance de John Tyndall, a été lancé par Lightman,. Il travaille actuellement sur une biographie de John Tyndall et est rédacteur en chef du projet. En outre, il est l'éditeur d'une série de livres intitulée «Science and Culture in the Nineteenth Century» publiée par l'Université de Pittsburgh Press.

## Honneurs et distinctions
Lightman a reçu plusieurs prix et distinctions, dont le Templeton Science-Religion Course Program Award (1998) et le SSHRC Strategic Knowledge Cluster Grant (2007). Le 26 novembre 2011, il a été élu membre de la Société royale du Canada  et le 4 décembre 2010, il a été élu membre correspondant de l'Académie internationale d'histoire des sciences. 
À l'Université York, Lightman a été nommé à un certain nombre de postes administratifs.
Il est rédacteur en chef de la revue Isis (depuis 2004)
Il a également été Président de l'History of Science Society.

## Sélection de publications
- Evolutionary Naturalism in Victorian Britain: The 'Darwinians' and Their Critics. Série d'études collectées Variorum. Burlington, Vermont, États-Unis; Farnham, Surrey, Angleterre: Ashgate, 2009.
- Science in the Marketplace: Nineteenth-Century Sites and Experiences. Co-édité avec Aileen Fyfe. Chicago: University of Chicago Press, 2007.
- Victorian Popularizers of Science: Designing Nature for New Audiences. Chicago: University of Chicago Press, 2007[11].
- Figuring it Out: Science, Gender and Visual Culture. Co-édité avec Ann Shteir. Hanovre, New Hampshire: Dartmouth College Press; Hanovre et Londres: University Press of New England, 2006.
- Victorian Science in Context, Ed. Bernard Lightman. Chicago et Londres: University of Chicago Press, 1997.
- «Science and Religion in Modern Western Thought». Co-édité avec Bernard Zelechow. Numéro thématique spécial de The European Legacy : 1, n ° 5 (août 1996).
- Victorian Faith in Crisis: Essays on Continuity and Change in Nineteenth Century Religious Belief. Co-édité avec Richard Helmstadter. Stanford, Californie: Stanford University Press; Londres: Macmillan Press, 1990.
- The Origins of Agnosticism: Victorian Unbelief and the Limits of Knowledge. Baltimore: Johns Hopkins University Press, 1987.

## Voir également
- Agnosticisme
- Isis
- John Tyndall
- Société royale du Canada
- Conseil de recherches en sciences humaines du Canada (CRSH)
- Science wars
- Époque victorienne
- Université York